# Ceriporiopsis hydnoidea
Ceriporiopsis hydnoidea är en svampart som beskrevs av Ryvarden & Iturr. 2004. Ceriporiopsis hydnoidea ingår i släktet Ceriporiopsis och familjen Phanerochaetaceae.   Inga underarter finns listade i Catalogue of Life.